# セス・メイネス
マイケル・セス・メイネス（Michael Seth Maness, 1988年10月14日 - ）は、アメリカ合衆国ノースカロライナ州ムーア郡パインハースト出身の元プロ野球選手（投手）。右投右打。

## 経歴

### プロ入りとカージナルス時代
2011年のMLBドラフト11巡目（全体350位）でセントルイス・カージナルスから指名を受けてプロ入り。同年は傘下のマイナー3球団（A-級バタビア・マックドッグス、A級クァッドシティズ・リバーバンディッツ、A+級パームビーチ・カージナルスでプレーした。
2012年は開幕をA+級パームビーチで迎えた後、AA級スプリングフィールド・カージナルスに昇格。同年は20試合に先発登板して11勝3敗、防御率3.27、112奪三振を記録した。
2013年は開幕をAAA級メンフィス・レッドバーズで迎え、5月に初のメジャー昇格。5月3日のミルウォーキー・ブルワーズ戦で初登板を果たし、以降はそのままリリーフ陣の一員となり、最終的に66試合に登板して5勝2敗、防御率2.32、35奪三振の好成績を残してナショナルリーグ優勝に貢献した。また、16併殺打はナ・リーグの救援投手の中では最多だった。
2014年は様々なリリーフの役割を担いながら、リーグ9位となる73試合に登板した。6勝4敗3セーブ・防御率2.91・WHIP1.10という一定の成績を残したが、被本塁打の割合やランナーの生還阻止率はイマイチの面もあった。
2015年はナ・リーグ5位となる76試合にリリーフ登板し、メジャー3年で早くも通算200試合登板に達した。投球内容は悪化傾向にあり、4勝2敗3セーブ、防御率4.26、WHIP1.42という成績に終始した。
2016年は29試合に登板したが、8月に右肘の手術（トミー・ジョン手術ではない）を受けることになり、以降を欠場。オフの12月2日にノンテンダーFAとなった。

### ロイヤルズ時代
2017年1月13日にカンザスシティ・ロイヤルズとマイナー契約を結んだ。開幕は傘下のAAA級オマハ・ストームチェイサーズで迎え、5月10日にメジャー契約を結んでアクティブ・ロースター入りした。7月1日にルーク・ファレルのメジャー昇格に伴ってDFAとなり、7日にマイナー契約に切り替わってAAA級オマハへ配属された。オフの11月6日にFAとなった。
2018年1月5日にロイヤルズとマイナー契約で再契約を結び、スプリングトレーニングに招待選手として参加することになった。5月10日に自由契約となった。

### ロイヤルズ退団後
2019年2月7日に独立リーグであるアトランティックリーグのハイポイント・ロッカーズと契約。ロッカーズで1試合に登板後、5月2日にマイナー契約でテキサス・レンジャーズへ移籍した。移籍後はメジャー登板は無く、傘下のAAA級ナッシュビル・サウンズでプレーした。オフの11月4日にFAとなった。
2020年10月14日に現役引退を表明した。

## 詳細情報

### 年度別投手成績
| 年 度    | 球 団    | 登 板 | 先 発 | 完 投 | 完 封 | 無 四 球 | 勝 利 | 敗 戦 | セ 丨 ブ | ホ 丨 ル ド | 勝 率 | 打 者 | 投 球 回 | 被 安 打 | 被 本 塁 打 | 与 四 球 | 敬 遠 | 与 死 球 | 奪 三 振 | 暴 投 | ボ 丨 ク | 失 点 | 自 責 点 | 防 御 率 | W H I P |
| -------- | -------- | ----- | ----- | ----- | ----- | -------- | ----- | ----- | -------- | ----------- | ----- | ----- | -------- | -------- | ----------- | -------- | ----- | -------- | -------- | ----- | -------- | ----- | -------- | -------- | ------- |
| 2013     | STL      | 66    | 0     | 0     | 0     | 0        | 5     | 2     | 1        | 15          | .714  | 249   | 62.0     | 65       | 4           | 13       | 7     | 1        | 35       | 2     | 0        | 17    | 16       | 2.32     | 1.26    |
| 2014     | STL      | 73    | 0     | 0     | 0     | 0        | 6     | 4     | 3        | 11          | .600  | 317   | 80.1     | 77       | 7           | 11       | 3     | 2        | 55       | 2     | 1        | 29    | 26       | 2.91     | 1.10    |
| 2015     | STL      | 76    | 0     | 0     | 0     | 0        | 4     | 2     | 3        | 20          | .667  | 270   | 63.1     | 77       | 7           | 13       | 4     | 1        | 46       | 2     | 0        | 35    | 30       | 4.26     | 1.42    |
| 2016     | STL      | 29    | 0     | 0     | 0     | 0        | 2     | 2     | 0        | 1           | .500  | 134   | 31.2     | 34       | 2           | 8        | 2     | 0        | 16       | 2     | 0        | 14    | 12       | 3.41     | 1.33    |
| 2017     | KC       | 8     | 0     | 0     | 0     | 0        | 1     | 0     | 0        | 0           | 1.000 | 45    | 9.2      | 16       | 3           | 2        | 0     | 0        | 4        | 0     | 0        | 5     | 4        | 3.72     | 1.86    |
| MLB：5年 | MLB：5年 | 252   | 0     | 0     | 0     | 0        | 18    | 10    | 7        | 47          | .643  | 1015  | 247.0    | 269      | 23          | 47       | 16    | 4        | 156      | 8     | 1        | 100   | 88       | 3.21     | 1.28    |

### 背番号
- 61（2013年 - 2015年）
- 43（2016年）
- 63（2017年）